# Finsternis
Finsternis è il secondo album del progetto musicale tedesco E Nomine, uscito il 21 gennaio 2002. Fu diffusa allo stesso tempo una versione limitata dell'album, la quale includeva un DVD bonus.
"Mitternacht", il singolo di debutto per l'album, ha ancora una volta per protagonista il doppiatore tedesco Christian Brückner, il che ha aiutato a mantenere Finsternis in una top-ten in Germania nel marzo del 2002. Il seguente singolo fu l'altrettanto popolare "Das Tier in Mir (Wolfen)" seguito da "Das Böse".
Finsternis comprende anche i doppiatori di Robert De Niro, Gary Oldman, Samuel L. Jackson, Oliver Reed, Anthony Hopkins, Al Pacino, Michael Caine, John Malkovich, Nicolas Cage.
Angst è unico in quanto cita Freddy Krueger dalla serie Nightmare di film slasher.

## Lista dei brani
1. Am Anfang war die Finsternis...! ("In origine ci furono le tenebre...!")
2. Mitternacht ("Mezzanotte") (doppiatore tedesco di Robert De Niro)
3. Die Wandlung (Intermezzo) ("Il cambiamento" o "La metamorfosi")
4. Wolfen (Das Tier in mir) ("Lupi (L'animale in me)") (doppiatore tedesco di Jack Nicholson)
5. Reise nach Transsilvanien (Intermezzo) ("Viaggio in Transilvania")
6. Dracul's Bluthochzeit ("Il matrimonio di sangue di Dracula") (doppiatore tedesco di Gary Oldman)
7. Die Offenbarung (Intermezzo) ("La rivelazione")
8. Séance ("Seduta spiritica") (doppiatore tedesco di Bruce Willis)
9. Die Bedrohung (Intermezzo) ("La minaccia")
10. Das Böse ("Il male") (doppiatore tedesco di Samuel L. Jackson)
11. Die Suche (Intermezzo) ("La ricerca")
12. Die Schwarzen Reiter ("I cavalieri neri") (doppiatore tedesco di Anthony Hopkins)
13. Die Verlautbarung (Intermezzo) ("L'annuncio")
14. Zorn – Die 12 verbotenen Töne ("Ira – I 12 toni proibiti") (doppiatore tedesco di Oliver Reed)
15. Hexenein x Eins (Intermezzo) ("Strega dopo strega")
16. Hexenjagd ("Caccia alle streghe") (doppiatore tedesco di Anthony Hopkins)
17. Das Unheil (Intermezzo) ("La calamità")
18. Der Exorzist ("L'esorcista") (doppiatore tedesco di Al Pacino)
19. Der Tod (Intermezzo) ("La morte")
20. Der Herr der Schatten ("Il signore delle ombre") (doppiatore tedesco di Oliver Reed)
21. Der Ahnungsschauer (Intermezzo) ("The Shower of Premonitions")
22. Angst ("Paura") (doppiatore tedesco di Anthony Perkins, Michael Caine)
23. Der Schrei (Intermezzo) ("L'urlo")
24. Exitus ("Fine") (doppiatore tedesco di John Malkovich)
25. Das Schweigen (Intermezzo) ("Il silenzio")
26. Die Nachtwache ("Il guardiano notturno") (doppiatore tedesco di Anthony Perkins)
27. Die Stimme... (Intermezzo) ("La voce...")
28. Aus dem Jenseits ("Fuori dall'oltre") (doppiatore tedesco di Nicolas Cage)